# M2 (средний танк)
M2 (англ. M2) — средний танк США периода Второй мировой войны. Является прямым предшественником танка М3 «Генерал Ли». Морально устарел ещё до начала серийного выпуска ввиду несовершенства конструкции корпуса и слабого вооружения. В боевых действиях никогда не участвовал, использовался в качестве учебного танка на территории США.

## История создания
В соответствии с Актом о национальной обороне от 1920 года, развитие бронетанковой техники в США перешло под контроль сухопутных войск, что определило разработку в дальнейшем танков для непосредственной поддержки пехоты. Из всего множества опытных моделей, производимых в то время в Соединённых штатах, серийно выпускался лишь T4 в 1935—1936 годах. В 1938 году в Рок-Айлендском арсенале была разработана совершенно новая машина, в которой отказались от использовавшегося ранее в средних танках колёсно-гусеничного хода, предложенного Кристи. Новая машина получила индекс T5. Конструкторы постарались максимально унифицировать узлы и агрегаты, использованные ранее на прототипе лёгкого танка T2, что положительно сказывалось в пользу удешевления боевой машины. Машину вооружили шестью 7,62-мм пулемётами, четыре из которых монтировались в подвижных установках для обеспечения кругового обстрела, а два лобовых пулемёта устанавливались неподвижно в лобовом листе корпуса широкой надстройки барбетного типа. В средней части корпуса монтировалась башня с установленной в ней 37-мм пушкой. В кормовой части установили двигатель «Континенталь» мощностью 250 л.с. Трансмиссию и бортовые передачи разместили в передней части корпуса.
Проведённые испытания показали, что двигатель выдаёт недостаточно мощности для среднего танка (масса T5 составляла 15 тонн), в результате чего на машину был установлен 9-цилиндровый 350-сильный двигатель «Райтом». В результате машина получила индекс T5 фазы III (фаза II подразумевала установку на танк альтернативный двигатель, ни одной машины построено не было). В июне 1939 года испытания новой машины были закончены, после чего её приняли на вооружение под обозначением Средний танк M2.

## Характерные особенности
- Корпус частично клёпанный, частично сварной. Башня полностью сварная
- Отклоняющиеся пластины, установленные под углом на кормовых решётках, предназначались для отклонения пуль кормовых пулемётов вниз при прохождении окопов противника
- Модификации М2 и М2А1 легко внешне отличимы по грязеотбойным щиткам на лобовом листе корпуса и дополнительному бронированию артиллерийской установки на М2А1

## Начало производства
Производство первых 15 машин началось в августе 1939 года в Рок-Айлендском арсенале. На M2 максимальная толщина брони составляла 25 мм, а пулемёты, расположенные на предсерийных моделях в лобовом листе надстройки, перенесли на борта башни. Всего за 1939 год выпустили 18 танков М2. Параллельно мелкосерийному производству продолжались работы по усовершенствованию машины. В 1940 году создали модификация, в которой был увеличен объём башни, сменилась ориентация её бронелистов с наклонных на вертикальные, увеличилась толщина брони с 25 мм до 32 мм. Так же новая модификация отличалась расширенными гусеницами, дополнительным бронированием маски пушки, улучшенными приборами наблюдения, установлением грязеотбойных щитков на лобовом листе. Главным преимуществом новой машины стал форсированный двигатель до 400 л.с. за счёт установки наддува. Танк был принят на вооружение под индексом M2A1. Впоследствии было предложено запустить его в массовое производство в соответствии с программой Национального вооружения, принятой 30 июня 1940 года. Фирма «Америкэн Кар энд Фаундри» уже массово производила лёгкий танк M2A4, а Детройтский танковый арсенал, предназначенный для производства средних танков, находился в стадии строительства, которое было поручено фирме Крайслер при поддержке правительства США. В связи с этим, 15 августа 1940 года Крайслер получила заказ на постройку 1000 M2A1, с темпом выпуска в 100 машин в месяц по окончании строительства арсенала. Однако первые 6 танков М2А1 смогли собрать только в декабре 1940 года; в 1941 году, по август, сдали еще 88 машин.

## Из перспективного — в устаревший
Оценка боевых действий в Европе показала, что M2A1 с его вооружением в виде пулемётов и 37-мм пушки и частично клёпаным корпусом не может на равных противостоять средним танкам Вермахта PzKpfw III и PzKpfw IV, в связи с чем 5 июня 1940 года начальник Управления пехоты обратился к Артиллерийской технической службе (АТС) с предложением установить на американские средние танки 75-мм пушку. Генерал Чаффи, командующий бронетанковыми войсками Великобритании, в августе 1940 прибыл в США с целью выработки ТТХ к будущим средним танкам, где также изъявил одним из требований к танку вооружение в виде 75-мм орудия. Однако, слишком маленькая башня M2A1 не могла вместить массивную казённую часть орудия. Поэтому АТС пошла на компромисс, приняв в виде временной меры установку 75-мм пушки в спонсон по правому борту корпуса. В качестве опытной машины была использована T5E2, представляющая собой опытный T5 фазы III с 75-мм орудием в корпусе.

## Рождение M3
28 августа 1940 года контракт с Крайслером на производство M2A1 был приостановлен, а заказ на производство 126 машин передан Рок-Айлендскому арсеналу, где с сентября 1940 по август 1941 было произведено 94 машины, после чего производство было прекращено. А на заводах Крайслера приступили к производству танка М3. М3 не имеет прототипа, обозначенного литерой «Т», то есть этот танк не разрабатывался до принятия на вооружение, являясь временной мерой, пока не создан танк с полноценным 75-мм орудием внутри башни.

## Применение
В составе армии США М2 не принимали участия в боевых действиях и использовались в качестве учебных вплоть до конца 1942 г. На базе танка было построено несколько опытных и экспериментальных машин, одна из которых — Т9 — была принята на вооружение в качестве артиллерийского тягача М4 и выпускалась до 1945 года.
Иногда утверждается, что M2A1 поставлялись в СССР и использовались в 114-й танковой бригаде, но это неправда, так как M2 были ранее отвергнуты советским командованием, а под М2 подразумевались M3 "Стюарты", долгое время ошибочно регистрируемые в СССР как M2A4.

## Модификации

### М2
Первоначальная серийная модель 1939 года.

### М2А1
Вторая серийная модель, модификация 1940—1941 годов.

### М2 с огнемётом Е2
Опытная машина 1941 года для испытаний танкового огнемёта. Длинный брандспойт огнемёта крепился вместо 37-мм пушки, а бак с огнесмесью ставился в кормовой части корпуса.

## В компьютерных играх
M2 представлен в ММО-играх «World of Tanks» и «World of Tanks Blitz», как коллекционный средний танк США III-го уровня, также представлен в игре War Thunder.